# Гамовское сельское поселение
Гамовское се́льское поселе́ние — упразднённое муниципальное образование в Пермском районе Пермского края Российской Федерации.
Административный центр — село Гамово.

## История
Образовано в 2004 году. Упразднено в 2022 году в связи с преобразованием Пермского муниципального района со всеми входившими в его состав сельскими поселениями в Пермский муниципальный округ.

## Население
| 2002  | 2010  | 2012  | 2013  | 2014  | 2015  | 2016  |
| ----- | ----- | ----- | ----- | ----- | ----- | ----- |
| 3818  | ↗5866 | ↘5762 | ↗5892 | ↗6028 | ↗6165 | ↗6199 |
| 2017  | 2018  | 2019  | 2020  | 2021  |       |       |
| ↗6387 | ↗6529 | ↗6589 | ↘6557 | ↘6523 |       |       |

## Населённые пункты
В состав сельского поселения входили 11 населённых пунктов.
| №  | Населённый пункт | Тип     | Население |
| -- | ---------------- | ------- | --------- |
| 1  | Березник         | деревня | 9         |
| 2  | Гамово           | село    | ↗7118     |
| 3  | Гусята           | деревня | 5         |
| 4  | Ермаши           | деревня | 23        |
| 5  | Заречная         | деревня | 75        |
| 6  | Осенцы           | деревня | 137       |
| 7  | Паны             | деревня | 50        |
| 8  | Савенки          | деревня | 16        |
| 9  | Сакмары          | деревня | 31        |
| 10 | Страшная         | деревня | 21        |
| 11 | Шульгино         | деревня | ↗35       |

## Инфраструктура
Экономика: сельскохозяйственное предприятие — ФГУДП «Гамово», производственный участок водоканала Пермского р-на, производственный участок МУЖЭП «Центральное», АТС, отделение связи.
Здравоохранение и спорт: сельская врачебная амбулатория, аптека, санаторий-профилакторий «Заря», спортивно-оздоровительный комплекс «Юбилейный», горнолыжная база «Иван-гора».
Культура и досуг: сельский Дом культуры, библиотека с детским и взрослым абонементом, при библиотеке работает отдел деловой информации, где предоставляются услуги копирования, сканирования, распечатка на черно — белом и цветном принтере, интернет. В библиотеке вы с удовольствием проведете время в читальном зале и возьмете на дом нужную вам книгу.
До 1990-х годов Работал лечебно-трудовой профилакторий.